# Трутовик коренелюбний
Трутовик коренелюбний (Polyporus rhizophilus) — вид базидіомікотових грибів родини Трутовикові (Polyporaceae).

## Поширення
Вид поширений у степовій зоні Євразії (Німеччина, Чехія, Словаччина, Угорщина, Україна, Росія, Казахстан). Також виявлений в Алжирі. В Україні виявлений у Херсонській, Луганській та Донецькій областях. Росте у цілинних різнотравно-типчаково-ковилових степах.

## Опис
Шапинка м'ясисто-шкіряста, 1-4 см в діаметрі, 0,2-0,4 см завтовшки, округла, в центрі втиснута, гладка або рідше з ознаками дрібних блідих лусочок, кремова або світло-охряна. М'якоть м'ягкопробкова, біла до біло-кремового. Гіменофор кремовий до бурого, пори досить великі. Ніжка центральна або рідше трохи ексцентрична, 1-2,5 х 0,2-0,5 см, щільна до майже дерев'янистої, часто викривлена, зазвичай розташована збоку від капелюшка, брудно-бура до майже чорної, біля основи потовщена. Спори безбарвні, гладкі, еліпсоїдні, 6-7х2-3 мкм.

## Екологія
Вид паразитує на дернинах злакових трав, переважно на ковилі (Stipa), також на видах родів Festuca, Elymus, Cynodon, Digitaria, Elytrigia тощо.

## Збереження
Занесений до Червоної книги України зі статусом «Рідкісний». Охороняється в Українському степовому природному заповіднику (відділення «Хомутовський степ» та «Кам'яні Могили»), Луганському природному заповіднику (відділення «Стрільцівський степ»), Біосферному заповіднику «Асканія-Нова» та Чорноморському біосферному заповіднику. Виживанню виду загрожує скокрочення площ цілинних степів.